# Hochstätt (Mannheim)

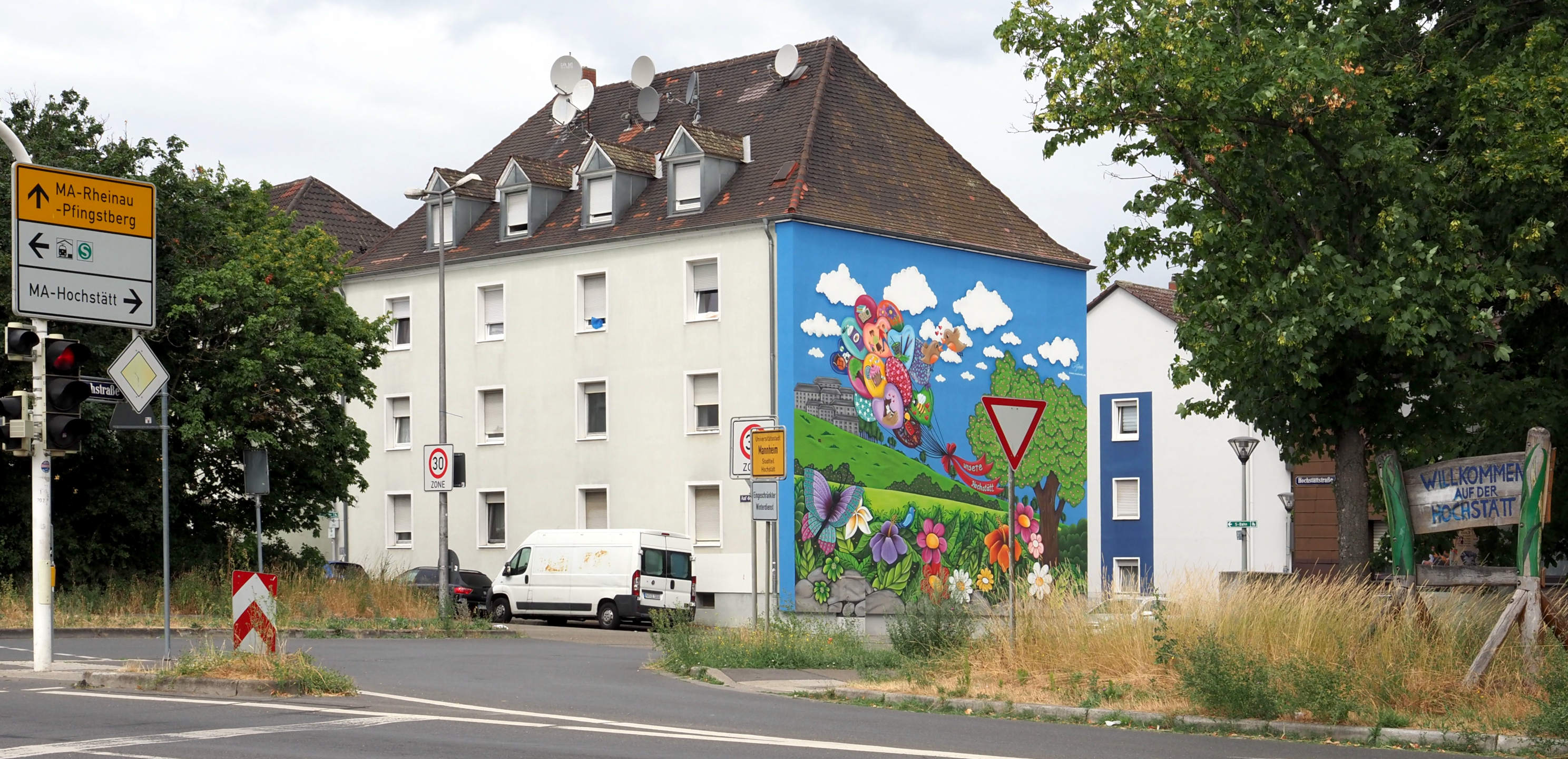
Ortseinfahrt mit Wandbild

Hochstätt ist ein Stadtteil von Mannheim im Stadtbezirk Seckenheim.

## Lage

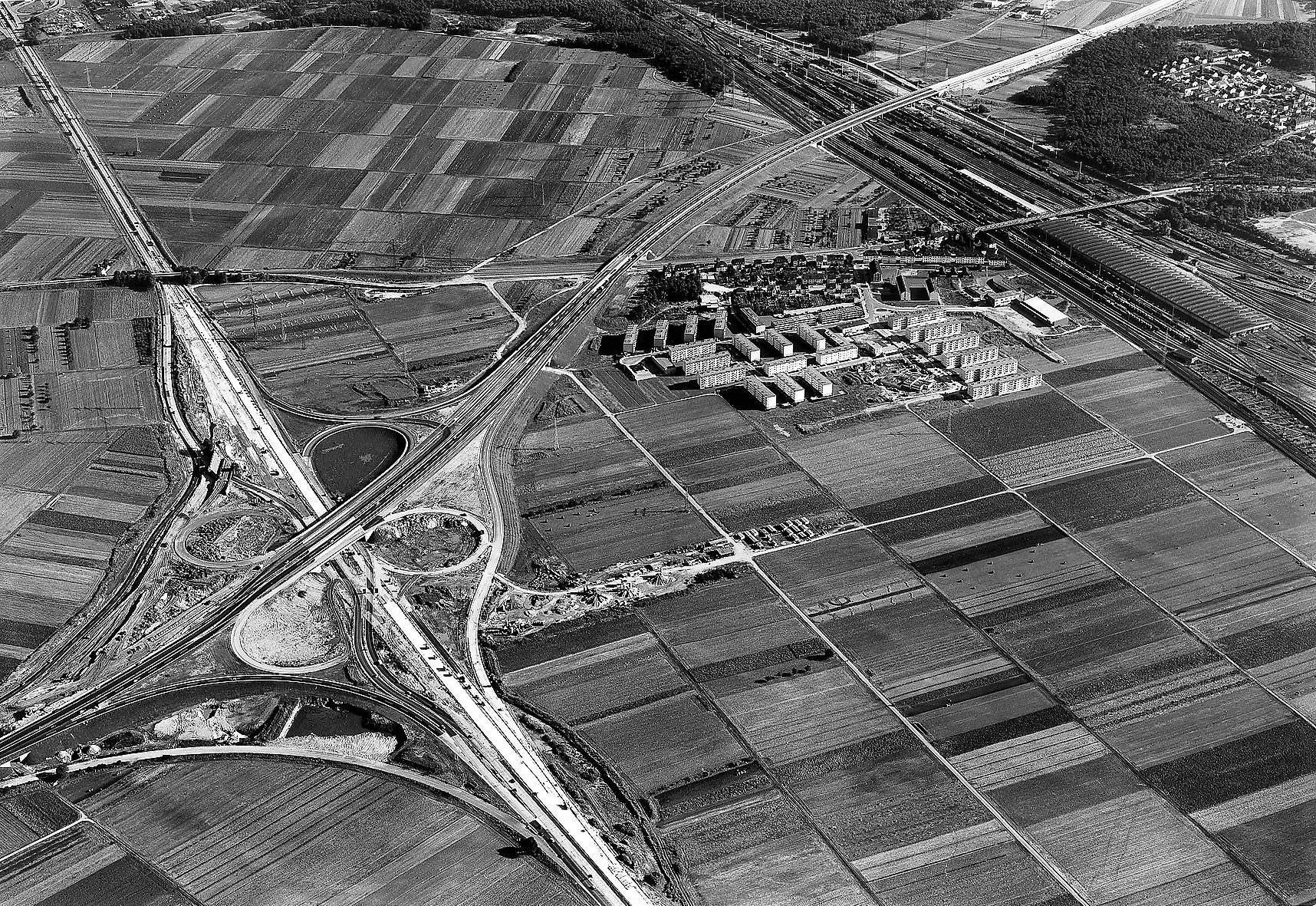
Lage zwischen Autobahnkreuz Mannheim (im Bau 1968) und Rangierbahnhof

Die Hochstätt ist einer der östlichen Stadtteile Mannheims in landwirtschaftlicher Umgebung zwischen der Autobahn A 656 (Mannheim–Heidelberg) und dem Rangierbahnhof Mannheim. Die Wohnbebauung liegt südlich des Autobahnkreuzes Mannheim unweit der A 6. Die westliche Stadtteilgrenze bildet die B 38a.

## Geschichte
Hochstätt gehört zu den ältesten besiedelten Orten der Umgebung. Der Name des Stadtteils ist wohl auf „hohe Stätte“ oder „hohes Ufer“ zurückzuführen. Schon in der Steinzeit wohnten hier die ersten Menschen und auch die Römer siedelten auf der Hochstätt. Da zu dieser Zeit der Neckar, der über die Jahrhunderte öfter seinen Lauf änderte, noch an der Hochstätt vorbeifloss, war sie aufgrund des Handelseinkommens eine reiche Siedlung. Nachdem die Gegend zwei Jahrhunderte gänzlich unbesiedelt war, wurde 1876 an der vorbeiführenden Eisenbahnstrecke im südlichen Teil der Hochstätt „Die Station“ gebaut. Diese hatte im Jahr 1880 gerade einmal 20 Einwohner. Nach 1900 wurden jedoch vermehrt Wohnungen für Bahnangestellte gebaut. In den 1960er Jahren wuchs der Stadtteil dann durch intensive 3-4 geschossige Miethausbebauungen, vor allem durch die GBG, rasant.

## Charakteristik
Durch die umgebenden, landwirtschaftlich genutzten Flächen blieb der Stadtteil relativ klein und überschaubar. Das traditionelle Arbeiterviertel auf der Hochstätt hat im Vergleich zur Gesamtstadt eine relativ junge Bevölkerung. In 36 % der Haushalte leben Kinder. Prägend für die Hochstätt ist zudem der hohe Anteil an Einwohnern mit Migrationshintergrund. Hier leben (Stand 2016) Menschen aus 66 Nationen zusammen, die das soziale Leben im Stadtteil prägen.
Nach dem Sozialatlas der Stadt Mannheim ist Hochstätt in der Sozialstruktur einer der ungünstigen Stadtteile. 31,5 Prozent der Bevölkerung bezogen 2017 Sozialleistungen der Mindestsicherung.

## Kultur und Sport
Ganz im Westen des Stadtteils an der B 38a, angrenzend an Neuhermsheim, liegt die SAP-Arena. Sie ist eine multifunktionale Veranstaltungshalle und wird für  Sport- und Großveranstaltungen genutzt.
Im Fußball ist die Hochstätt durch den FC Hochstätt Türkspor vertreten, der 1993 von türkischen Migranten gegründet wurde und dessen erste Mannschaft in der Kreisklasse spielt.